# Engin Öztonga
Engin Öztonga (Kullar, 10 agosto 1978) è un ex calciatore turco, di ruolo centrocampista.

## Palmarès

### Club

#### Competizioni nazionali
- Coppa di Turchia: 2

Kocaelispor: 1996-1997, 2001-2002